# バイノケラトプス
バイノケラトプス Bainoceratops（「バヤン山の角のある顔」を意味する）は、白亜紀後期カンパニアン期から知られる角竜類の恐竜の属の一つ。化石はモンゴル南部から知られる。2003年にテレシェンコらによって記載された。

## 概要
バイノケラトプスはバヤン・ザクというモンゴルの有名なロカリティーで発見された一揃いの脊椎に基づいて記載された。前方仙椎の吻側の表面が窪んでおり、尾側の表面は平らである。第九胴椎の下垂体は断面が丸く、次の椎骨の前方内側の関節突起は狭い。最後の胴椎の神経棘の小平面はえぐれた構造になっている。

## 分類
バイノケラトプスは植物食恐竜の一クレードで嘴によって特徴づけられる角竜類に分類される。
バイノケラトプスの既知の唯一の標本であるホロタイプは、脊柱である。この部分だけで十分プロトケラトプス科とは区別でき、ウダノケラトプス（レプトケラトプス科）により近縁であると示唆される。

## 参照
- Tereschenko, VS & Alifanov, VR (2003). “Bainoceratops efremovi, a new protoceratopid dinosaur (Protoceratopidae, Neoceratopsia) from the Bain-Dzak Locality (South Mongolia)”. Paleontological Journal 37 (3):  293–302.